# IC 915
IC 915 је елиптична галаксија у сазвјежђу Дјевица која се налази на листи објеката дубоког неба у Индекс каталогу.
Деклинација објекта је - 17° 19' 56" а ректасцензија 13h 43m 27,3s. Привидна величина (магнитуда) објекта IC 915 износи 14,1 а фотографска магнитуда 15,1. IC 915 је још познат и под ознакама NPM1G -17.0375, IRAS 13407-1704, PGC 88922.